# Bert Wikholm
Bert Henning Wikholm, född 7 oktober 1922 i Luleå, död 12 augusti 1964 i Maria Magdalena församling i Stockholm, var en svensk musiker, sångare, orkesterledare och skådespelare.
Wikholm är begravd på Innerstadens kyrkogård i Luleå.

## Diskografi i urval
- Blommorna du gav, med William Linds kabaretorketer. (1947)
- I'll never smile again, med Siegfried Erhardts orkester. (1948)
- Laban och hans döttrar, med Sigurd Ågrens ensemble. (1947)
- I vår lilla båt (Two Lovly Black Eyes), med Ulla Billquist och Erik Franks Musetteorkester. (1942)
- Ingen som du, med Siegfried Erhardts orkester. (1948)
- Kärlekens ord, med Siegfried Erhardts orkester. (1948)
- Midsommarfesten, med Sigurd Ågrens ensemble. (1947)
- Nu skiner solen igen på vår lilla jord, med Sigurd Ågrens orkester. (1946)
- Rumba Manana, med William Linds kabaretorkester. (1947)
- Two sleepy people, med Siegfried Erhardts orkester. (1948)
- Violer till mor, med Sigurd Ågrens orkester. (1946)

## Melodier
- Om bara någon lyssnar

## Filmografi
- 1946 – Hotell Kåkbrinken